# Bj league 2015-2016
La Bj league 2015-2016, chiamata per ragioni di sponsorizzazione TK Bj league, è stata l'undicesima e ultima edizione del massimo campionato giapponese di pallacanestro maschile.

## Squadre partecipanti

### Eastern Conference
| Squadra                  | Città      | Palazzetto                                 | Capacità |
| ------------------------ | ---------- | ------------------------------------------ | -------- |
| Akita Northern Happinets | Akita      | Akita Prefectural Gymnasium                | 2.590    |
| Aomori Wat's             | Aomori     | ?                                          | ?        |
| Fukushima Firebonds      | Kōriyama   | Horaiya Koriyama General Gymnasium         | 2.556    |
| Gunma Crane Thunders     | Ōta        | Yamada Green Dome Maebashi                 | 7.594    |
| Iwate Big Bulls          | Morioka    | Iwate Prefectural Gymnasium                | 1.625    |
| Niigata Albirex BB       | Niigata    | Niigata City Higashi General Sports Center | 2.048    |
| Saitama Broncos          | Tokorozawa | Tokorozawa Municipal Gymnasium             | 2.352    |
| Sendai 89ers             | Sendai     | Xebio Arena Sendai                         | 2.777    |
| Shinshu Brave Warriors   | Chikuma    | Chikuma City Togura Gymnasium              | 1.600    |
| Tokyo Cinq Rêves         | Tokyo      | Ota City General Gymnasium                 | 2.186    |
| Toyama Grouses           | Toyama     | Toyama Prefectural General Sports Center   | 2.000    |
| Yokohama B-Corsairs      | Yokohama   | Yokohama International Swimming Pool       | 2.227    |

### Western Conference
| Squadra                          | Città     | Palazzetto                        | Capacità |
| -------------------------------- | --------- | --------------------------------- | -------- |
| Bambitious Nara                  | Nara      | Kashihara Park First Gymnasium    | 1.680    |
| Hamamatsu Higashi Mikawa Phoenix | Hamamatsu | Hamamatsu Arena                   | 3.544    |
| Hiroshima Lightning              | Hiroshima | Asaminami Ward Sports Center      | ?        |
| Kanazawa Samuraiz                | Kanazawa  | Kanazawa City General Gymnasium   | 2.312    |
| Kyoto Hannaryz                   | Kyoto     | Kyoto City Gymnasium              | 2.926    |
| Oita Ehime Heat Devils           | Beppu     | Beppu Beacon Plaza                | 2.432    |
| Osaka Evessa                     | Osaka     | Saneiwork Sumiyoshi Sports Center | 3.500    |
| Rizing Fukuoka                   | Fukuoka   | Axion Fukuoka                     | 1.160    |
| Ryukyu Golden Kings              | Okinawa   | Okinawa Convention Center         | 1.468    |
| Shiga Lakestars                  | Ōtsu      | Ukaruchan Arena                   | 1.896    |
| Shimane Susanoo Magic            | Matsue    | Matsue City General Gymnasium     | 4.700    |
| Takamatsu Five Arrows            | Takamatsu | Takamatsu City General Gymnasium  | 2.000    |

## Stagione regolare

### Eastern Conference
| Pos. | Squadra                  | G  | V  | P  | PF   | PS   | Dif  |                        |
| ---- | ------------------------ | -- | -- | -- | ---- | ---- | ---- | ---------------------- |
| 1.   | Toyama Grouses           | 52 | 39 | 13 | 4409 | 3831 | +578 | Qualificate ai playoff |
| 2.   | Sendai 89ers             | 52 | 37 | 15 | 4486 | 4148 | +338 | Qualificate ai playoff |
| 3.   | Akita Northern Happinets | 52 | 35 | 17 | 4364 | 3949 | +415 | Qualificate ai playoff |
| 4.   | Niigata Albirex BB       | 52 | 34 | 18 | 4239 | 3883 | +356 | Qualificate ai playoff |
| 5.   | Iwate Big Bulls          | 52 | 30 | 22 | 4004 | 3739 | +265 | Qualificate ai playoff |
| 6.   | Fukushima Firebonds      | 52 | 30 | 22 | 4308 | 4118 | +190 | Qualificate ai playoff |
| 7.   | Shinshu Brave Warriors   | 52 | 27 | 25 | 4216 | 4219 | -3   | Qualificate ai playoff |
| 8.   | Aomori Wat's             | 52 | 23 | 29 | 4042 | 4181 | -139 | Qualificate ai playoff |
| 9.   | Gunma Crane Thunders     | 52 | 22 | 30 | 3984 | 4149 | -165 |                        |
| 10.  | Yokohama B-Corsairs      | 52 | 19 | 33 | 4039 | 4278 | -239 |                        |
| 11.  | Saitama Broncos          | 52 | 5  | 47 | 3603 | 4434 | −831 |                        |
| 12.  | Tokyo Cinq Rêves         | 52 | 5  | 47 | 3602 | 4596 | −994 |                        |

### Western Conference
| Pos. | Squadra                          | G  | V  | P  | PF   | PS   | Dif   |                        |
| ---- | -------------------------------- | -- | -- | -- | ---- | ---- | ----- | ---------------------- |
| 1.   | Kyoto Hannaryz                   | 52 | 41 | 11 | 4088 | 3616 | +472  | Qualificate ai playoff |
| 2.   | Ryukyu Golden Kings              | 52 | 40 | 12 | 4484 | 3889 | +595  | Qualificate ai playoff |
| 3.   | Shimane Susanoo Magic            | 52 | 37 | 15 | 4217 | 3601 | +616  | Qualificate ai playoff |
| 4.   | Hamamatsu Higashi Mikawa Phoenix | 52 | 36 | 16 | 4060 | 3617 | +443  | Qualificate ai playoff |
| 5.   | Shiga Lakestars                  | 52 | 35 | 17 | 4274 | 3800 | +474  | Qualificate ai playoff |
| 6.   | Osaka Evessa                     | 52 | 35 | 17 | 4104 | 3515 | +589  | Qualificate ai playoff |
| 7.   | Kanazawa Samuraiz                | 50 | 27 | 23 | 3992 | 3719 | +273  | Qualificate ai playoff |
| 8.   | Rizing Fukuoka                   | 52 | 20 | 32 | 3969 | 4057 | -88   | Qualificate ai playoff |
| 9.   | Bambitious Nara                  | 52 | 17 | 35 | 3852 | 3971 | -119  |                        |
| 10.  | Oita Ehime Heat Devils           | 50 | 16 | 34 | 4242 | 4509 | -267  |                        |
| 11.  | Takamatsu Five Arrows            | 52 | 11 | 41 | 3704 | 4248 | −544  |                        |
| 12.  | Hiroshima Lightning              | 52 | 1  | 51 | 3359 | 5574 | −2215 |                        |

Legenda:

      Qualificata ai playoff scudetto

## Playoff
|  | Ottavi di finale | Ottavi di finale    | Ottavi di finale   |                    |                    | Quarti di finale   | Quarti di finale | Quarti di finale   |                    |                | Semifinali     | Semifinali | Semifinali |                 |                 | Finale          | Finale | Finale |  |
|  |                  |                     |                    |                    |                    |                    |                  |                    |                    |                |                |            |            |                 |                 |                 |        |        |  |
|  | 1W               | Kyoto Hannaryz      | 2                  |                    |                    |                    |                  |                    |                    |                |                |            |            |                 |                 |                 |        |        |  |
|  | 1W               | Kyoto Hannaryz      | 2                  |                    |                    |                    |                  |                    |                    |                |                |            |            |                 |                 |                 |        |        |  |
|  | 8W               | Rizing Fukuoka      | 0                  |                    |                    |                    |                  |                    |                    |                |                |            |            |                 |                 |                 |        |        |  |
|  | 8W               | Rizing Fukuoka      | 0                  |                    | Kyoto Hannaryz     | Kyoto Hannaryz     | 2                |                    |                    |                |                |            |            |                 |                 |                 |        |        |  |
|  |                  |                     |                    |                    | Kyoto Hannaryz     | Kyoto Hannaryz     | 2                |                    |                    |                |                |            |            |                 |                 |                 |        |        |  |
|  |                  |                     | Shiga Lakestars    | Shiga Lakestars    | 0                  |                    |                  |                    |                    |                |                |            |            |                 |                 |                 |        |        |  |
|  | 4W               | Hamam. H. Phoenix   | Shiga Lakestars    | Shiga Lakestars    | 0                  | 0                  |                  |                    |                    |                |                |            |            |                 |                 |                 |        |        |  |
|  | 4W               | Hamam. H. Phoenix   |                    |                    |                    |                    |                  |                    |                    |                |                |            |            |                 |                 |                 |        |        |  |
|  | 5W               | Shiga Lakestars     | 2                  |                    |                    |                    |                  |                    |                    |                |                |            |            |                 |                 |                 |        |        |  |
|  | 5W               | Shiga Lakestars     | 2                  |                    | Kyoto Hannaryz     | Kyoto Hannaryz     | 56               |                    |                    |                |                |            |            |                 |                 |                 |        |        |  |
|  |                  |                     |                    |                    |                    |                    |                  |                    |                    |                |                |            |            |                 |                 |                 |        |        |  |
|  |                  |                     | Ryukyu G. Kings    | Ryukyu G. Kings    | 87                 |                    |                  |                    |                    |                |                |            |            |                 |                 |                 |        |        |  |
|  | 3W               | Shimane S. Magic    | Ryukyu G. Kings    | Ryukyu G. Kings    | 87                 | 0                  |                  |                    |                    |                |                |            |            |                 |                 |                 |        |        |  |
|  | 3W               | Shimane S. Magic    |                    |                    |                    |                    |                  |                    |                    |                |                |            |            |                 |                 |                 |        |        |  |
|  | 6W               | Osaka Evessa        | 2                  |                    |                    |                    |                  |                    |                    |                |                |            |            |                 |                 |                 |        |        |  |
|  | 6W               | Osaka Evessa        | 2                  |                    | Osaka Evessa       | Osaka Evessa       | 0                |                    |                    |                |                |            |            |                 |                 |                 |        |        |  |
|  |                  |                     |                    |                    | Osaka Evessa       | Osaka Evessa       | 0                |                    |                    |                |                |            |            |                 |                 |                 |        |        |  |
|  |                  |                     | Ryukyu G. Kings    | Ryukyu G. Kings    | 2                  |                    |                  |                    |                    |                |                |            |            |                 |                 |                 |        |        |  |
|  | 2W               | Ryukyu G. Kings     | Ryukyu G. Kings    | Ryukyu G. Kings    | 2                  | 2                  |                  |                    |                    |                |                |            |            |                 |                 |                 |        |        |  |
|  | 2W               | Ryukyu G. Kings     |                    |                    |                    |                    |                  |                    |                    |                |                |            |            |                 |                 |                 |        |        |  |
|  | 7W               | Kanazawa Samuraiz   | 0                  |                    |                    |                    |                  |                    |                    |                |                |            |            |                 |                 |                 |        |        |  |
|  | 7W               | Kanazawa Samuraiz   | 0                  |                    | Ryukyu G. Kings    | Ryukyu G. Kings    | 86               |                    |                    |                |                |            |            |                 |                 |                 |        |        |  |
|  |                  |                     |                    |                    |                    |                    |                  |                    |                    |                |                |            |            |                 |                 |                 |        |        |  |
|  |                  |                     | Toyama Grouses     | Toyama Grouses     | 74                 |                    |                  |                    |                    |                |                |            |            |                 |                 |                 |        |        |  |
|  | 1E               | Toyama Grouses      | Toyama Grouses     | Toyama Grouses     | 74                 | 2                  |                  |                    |                    |                |                |            |            |                 |                 |                 |        |        |  |
|  | 1E               | Toyama Grouses      |                    |                    |                    | 2                  |                  |                    |                    |                |                |            |            |                 |                 |                 |        |        |  |
|  | 8E               | Aomori Wat's        | 0                  |                    |                    |                    |                  |                    |                    |                |                |            |            |                 |                 |                 |        |        |  |
|  | 8E               | Aomori Wat's        | 0                  |                    | Toyama Grouses     | Toyama Grouses     | 2                |                    |                    |                |                |            |            |                 |                 |                 |        |        |  |
|  |                  |                     |                    |                    | Toyama Grouses     | Toyama Grouses     | 2                |                    |                    |                |                |            |            |                 |                 |                 |        |        |  |
|  |                  |                     | Iwate Big Bulls    | Iwate Big Bulls    | 0                  |                    |                  |                    |                    |                |                |            |            |                 |                 |                 |        |        |  |
|  | 4E               | Niigata Albirex BB  | Iwate Big Bulls    | Iwate Big Bulls    | 0                  | 0                  |                  |                    |                    |                |                |            |            |                 |                 |                 |        |        |  |
|  | 4E               | Niigata Albirex BB  |                    |                    |                    |                    |                  |                    |                    |                |                |            |            |                 |                 |                 |        |        |  |
|  | 5E               | Iwate Big Bulls     | 2                  |                    |                    |                    |                  |                    |                    |                |                |            |            |                 |                 |                 |        |        |  |
|  | 5E               | Iwate Big Bulls     | 2                  |                    | Toyama Grouses     | Toyama Grouses     | 99               |                    |                    |                |                |            |            |                 |                 |                 |        |        |  |
|  |                  |                     |                    |                    |                    |                    |                  |                    |                    |                |                |            |            |                 |                 |                 |        |        |  |
|  |                  |                     | Akita N. Happinets | Akita N. Happinets | 84                 |                    |                  |                    |                    |                |                |            |            |                 |                 |                 |        |        |  |
|  | 3E               | Akita N. Happinets  | Akita N. Happinets | Akita N. Happinets | 84                 | 2                  |                  |                    |                    |                |                |            |            | Finale 3º posto | Finale 3º posto | Finale 3º posto |        |        |  |
|  | 3E               | Akita N. Happinets  |                    |                    |                    |                    |                  |                    |                    |                |                |            |            |                 |                 |                 |        |        |  |
|  | 6E               | Fukushima Fireb.s   | 0                  |                    |                    |                    |                  |                    |                    |                |                |            |            |                 |                 |                 |        |        |  |
|  | 6E               | Fukushima Fireb.s   | 0                  |                    | Akita N. Happinets | Akita N. Happinets | 2                |                    |                    | Kyoto Hannaryz | Kyoto Hannaryz | 74         |            |                 |                 |                 |        |        |  |
|  |                  |                     |                    |                    | Akita N. Happinets | Akita N. Happinets | 2                |                    |                    | Kyoto Hannaryz | Kyoto Hannaryz | 74         |            |                 |                 |                 |        |        |  |
|  |                  |                     | Sendai 89ers       | Sendai 89ers       | 0                  |                    |                  | Akita N. Happinets | Akita N. Happinets | 122            |                |            |            |                 |                 |                 |        |        |  |
|  | 2E               | Sendai 89ers        | Sendai 89ers       | Sendai 89ers       | 0                  | 2                  |                  | Akita N. Happinets | Akita N. Happinets | 122            |                |            |            |                 |                 |                 |        |        |  |
|  | 2E               | Sendai 89ers        |                    |                    |                    |                    |                  |                    |                    |                |                |            |            |                 |                 |                 |        |        |  |
|  | 7E               | Shinshu B. Warriors | 0                  |                    |                    |                    |                  |                    |                    |                |                |            |            |                 |                 |                 |        |        |  |

| Bj league 2015-2016           |
| ----------------------------- |
| Ryukyu Golden Kings 4º titolo |